# La Floreña, Jalisco
La Floreña är en ort i Mexiko.   Den ligger i kommunen Tototlán och delstaten Jalisco, i den centrala delen av landet, 400 km väster om huvudstaden Mexico City. La Floreña ligger 1 536 meter över havet och antalet invånare är 120.
Terrängen runt La Floreña är platt åt nordost, men åt sydväst är den kuperad. Runt La Floreña är det ganska tätbefolkat, med 248 invånare per kvadratkilometer. Närmaste större samhälle är Ocotlán, 13,1 km söder om La Floreña. Trakten runt La Floreña består till största delen av jordbruksmark.